# 北野聖夜
北野聖夜（きたの せいや、1996年12月9日 - ）は、岐阜県揖斐郡出身のフットサル選手。名古屋オーシャンズサテライトに所属。Fリーグ選抜に選出される。現在は、Y.S.C.C.横浜所属。 背番号は6番。ポジションはフィクソ・アラ・ピヴォ。

## 経歴

### クラブ
8歳の時に地元大野町の少年団チームでサッカーを始める。10歳の時にFALCO岐阜のフットサルスクールに通う。当時岐阜県のトップレベルの選手たちとフットサルをしていた。中学入学と同時にJUVEN.FCに入団。中3の時にフットサルの試合で名古屋オーシャンズU-15と試合。そこで誘われ、名古屋オーシャンズU-18に入団が決まる。中3から高1の間までサッカーの岐阜県国民体育大会の強化選手に指定されていた。名古屋オーシャンズU-18では、キャプテンとしてチームを統率。第1回全日本ユースU-18フットサル大会で準優勝。
ユースフットサル選抜トーナメント2015でも愛知県選抜のキャプテンとして全国優勝。
翌年、名古屋オーシャンズサテライトに入団。3年間在籍し、東海フットサルリーグ3年連続無敗優勝。FUTSAL地域チャンピオンズリーグ2連覇。 個人としても2年連続で東海フットサルリーグのベスト5に選出されている。 その後、Fリーグ選抜に選出される。レアルマドリードのサイドバック、元ブラジル代表のロベルトカルロスとプレーしたことでも話題を集めた。公式戦でのアシストも記録した。　胸スポンサーが吉野家のY.S.C.C.横浜　に移籍しFリーグ2部で無敗優勝に大きく貢献。その後もキャプテンとしてチームを統率。2021年第4節のベスト5にも選出され、同年には名古屋オーシャンズにシーズン初の黒星をつけるなど勢いは増すばかり。その後は勝つことが難しくなり失速。リーグ順を10位で終えている。元サッカー日本代表の松井大輔ともチームメイトである。

## 所属クラブ
- FALCO岐阜
- JUVEN.FC
- 2015-2017　名古屋オーシャンズサテライト（東海リーグ）
- 2018-2019　Fリーグ選抜（Fリーグ）
- 2019-2022　Y.S.C.C.横浜（Fリーグ）

## タイトル
名古屋オーシャンズサテライト
- FUTSAL地域チャンピオンズリーグ（2） : 2017,2018
- 東海フットサルリーグ（3） : 2015,2016,2017

個人
```
* 
東海フットサルリーグ
ベスト5（2） : 2016,2017
```